# 孟达撒拉族古民居群
孟达撒拉族古民居群，位于中国青海省循化县孟达乡大庄村，为第八批青海省文物保护单位，公布日期为2008年4月10日，类型为古建筑。
孟达撒拉族古民居群的历史年代为明、清。